# Бурденко, Вера Илларионовна
Ве́ра Илларио́новна Бурде́нко (в девичестве Заха́рова; 1906—1981) — советский стрелок-стендовик, выступала на всесоюзном уровне в конце 1930-х — середине 1950-х годов. Трёхкратная чемпионка СССР, многократная чемпионка РСФСР и ВЦСПС, многократный победитель и призёр всесоюзных соревнований в отдельных упражнениях. На соревнованиях представляла Свердловскую область, заслуженный мастер спорта СССР. Также известна как тренер по стендовой стрельбе, судья республиканской категории.

## Биография
Вера Захарова родилась 18 октября 1906 года. В детстве имела множество увлечений, ходила в балетную школу, занималась музыкой, лыжными гонками, греблей, гимнастикой. С 1920 года проживала в Екатеринбурге, училась в городской школе № 7. Активно заниматься стрельбой начала в 1933 году в стрелковом клубе при ОСОАВИАХИМе. С 1934 года замужем за стрелком Николаем Бурденко. В 1935 году вошла в сборную команду Свердловской области, стала побеждать на соревнованиях всесоюзного уровня.
В 1939 году Вера Бурденко выиграла бронзовую медаль на чемпионате СССР в Горьком и выполнила норматив мастера спорта по стендовой стрельбе, на тот момент в её послужном списке было уже несколько рекордов всероссийского и всесоюзного значения. Во время Великой Отечественной войны работала в тылу, занималась строевой и огневой подготовкой дружинников, занимала должность командира дружины.
После окончания войны продолжила спортивную карьеру, состояла в добровольных спортивных обществах «Искра», «Буревестник», «Труд», одновременно с этим осуществляла тренерскую деятельность в добровольном спортивном обществе «Строитель». В 1947 году впервые одержала победу на чемпионате СССР, а год спустя стала первой женщиной, удостоенной почётного звания «Заслуженный мастер спорта СССР» по стендовой стрельбе. Также была чемпионкой страны в 1949 году, тогда как в 1950 году выиграла серебряную медаль. Кроме того, в этот период четырежды становилась чемпионкой РСФСР (1948, 1949, 1953, 1955) и четыре раза побеждала на первенствах Всесоюзного центрального совета профессиональных союзов (1947, 1948, 1950, 1952).
Работала тренером по стендовой стрельбе в центральном совете добровольного спортивного общества «Металлург Востока», состояла в свердловском городском комитете по физкультуре и спорту, осуществляла тренерскую деятельность в свердловской Спортивной школе молодёжи (ныне Школа высшего спортивного мастерства), где подготовила множество талантливых молодых спортсменов. Принимала участие в соревнованиях по стрельбе в качестве судьи, имела статус судьи республиканской категории. Награждена медалью «За доблестный труд в Великой Отечественной войне 1941—1945 гг.».
Умерла 15 января 1981 года в Свердловске. Похоронена на Сибирском кладбище.